# Darwen
Darwen é uma cidade mercantil e paróquia civil localizada no condado cerimonial de Lancashire, noroeste da Inglaterra, com uma população de pouco mais de 28 mil habitantes (Censo de 2011). Forma, juntamente com a cidade de Blackburn, o Borough de Blackburn with Darwen - uma área de autoridade unitária.
A cidade está localizada às margens do rio Darwen, que flui de sul para norte e é visível apenas na periferia, uma vez que no centro de Darwen ele corre subterrâneo.

## Topônimo
O nome de Darwen é de origem celta. Na Bretanha sub-romana, estava dentro do reino de Rheged, um sucessor para o território tribal dos Brigantes. A designação, em língua britônica, para carvalho é derw, etimologicamente ligado a Derewent, uma grafia antiga para o rio Darwen. Apesar da área ter se tornado parte do reino anglo-saxão da Nortúmbria em meados do século VIII, seu nome britônico nunca foi suplantado por um nome local em inglês antigo.

## História
A área ao redor de Darwen é habitada desde o início da Idade do Bronze. Os restos de uma sepultura, datada de aproximadamente 2000 a.C., foram parcialmente restaurados em Ashleigh Barrow. Além dos restos humanos, os itens encontrados ali incluíam uma adaga de bronze de cerca de 7,5 polegadas de comprimento, um raspador de dedo de sílex, uma faca subplano-convexa e uma conta de argila. Cópias das urnas podem ser vistas na Biblioteca de Darwen.
Os romanos já dominaram Lancashire, e uma estrada romana é visível no mapa do Ordnance Survey. A Darwen medieval era minúscula, e dela pouco ou nada sobrevive. Um dos primeiros edifícios remanescentes é uma casa de fazenda em Bury Fold, datada de 1675. Whitehall Cottage, considerada a casa mais antiga da cidade, foi construída principalmente nos séculos XVII e XVIII, mas contém uma chaminé datada de 1557.
Como muitas cidades em Lancashire, Darwen foi um centro de manufatura têxtil durante a Revolução Industrial. Samuel Crompton, inventor da Spinning Mule, máquina de fiar algodão e outras fibras têxteis, viveu ali durante parte de sua vida. As ligações ferroviárias e o Canal de Leeds e Liverpool chegaram em meados do século XIX, facilitando o transporte da produção. O edifício têxtil mais importante em Darwen era o India Mill, construído pela Eccles Shorrock & Company. A empresa foi arruinada, no entanto, pelos efeitos da fome do algodão em Lancashire, na década de 1860. No século XX, India Mill e sua famosa chaminé foram vendidas em um negócio de £12 milhões, sendo agora o lar de muitas empresas, incluindo a Brookhouse (produtora de peças para aviação) e o Capita Group, que administra licenciamentos de TV.
A manufatura de algodão era uma indústria importante e, em 1907, a Darwen Weavers', Winders' and Warpers' Association, sindicato que representava os trabalhadores da indústria algodoeira local, tinha mais de 8000 membros associados. No entanto, desde a década de 1950 a indústria têxtil declinou fortemente na região, embora muitos edifícios industriais do período sobrevivam, agora usados para outros fins.
Grande parte da cidade foi construída entre 1850 e 1900; nomes de lugares, pedras datadas em terraços, a arquitetura vernacular local, tijolos feitos localmente, tubulações e ladrilhos e vidro com chumbo, os últimos agora quase todos desaparecidos, refletem isso. Também foi um dos primeiros lugares no mundo a ter bondes a vapor.

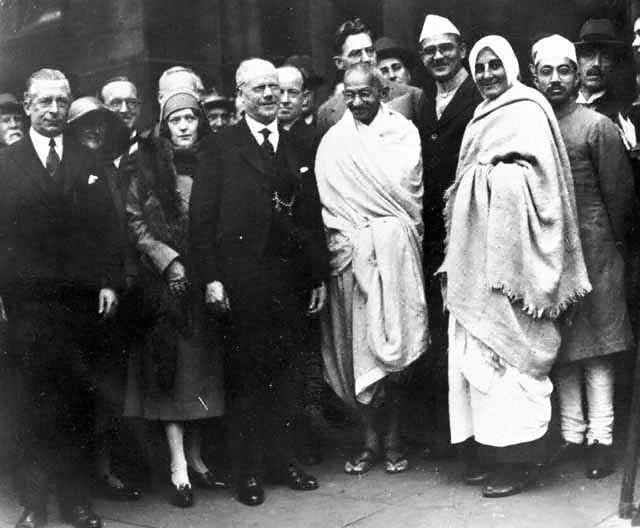
Mahatma Gandhi em Darwen, em 26 de setembro de 1931

O bilionário e filantropo estadunidense Andrew Carnegie financiou uma biblioteca pública em Darwen; a cidade também possuiu uma faculdade de arte e tecnologia e uma escola de gramática.
Uma das maiores reivindicações de fama de Darwen é ter recebido uma visita de Mahatma Gandhi em 1931. Ele aceitou o convite do quaker e pacifista inglês Corder Catchpool para ver os efeitos do boicote da Índia aos produtos de algodão.
Entre as outras indústrias mais conhecidas de Darwen estão a Crown Paints, anteriormente Walpamur Paints, a primeiro fabricante britânica de tintas, a Crown Wallpaper, fabricante de papel de parede, lincrusta e anaglypta, e a ICI Acrylics (agora chamada Lucite International), onde o vidro acrílico foi inventado. Os dosséis Spitfire e (mais tarde) as bacias coloridas de polietileno também foram feitas pela primeira vez ali.

## Governança
O borough municipal de Darwen existiu por noventa e seis anos, entre 1878 e 1974, quando o Local Government Act 1972,  ato do Parlamento do Reino Unido que promoveu alterações nos governos locais na Inglaterra e País de Gales, levou à sua fusão com Blackburn. A cidade tornou-se parte do distrito não-metropolitano de Blackburn, rebatizado como Blackburn with Darwen em 1997, pouco antes de se tornar uma autoridade unitária.
A população da cidade diminuiu de 40 000 no Censo de 1911 para 30 000 no Censo de 1971.
Localmente, o município foi representada por Trabalhistas, Conservadores e Liberal Democratas nos principais wards que compõem seu Conselho. Nas eleições de 2008, o partido local For Darwen conquistou a maioria dos wards, passando a pressionar o Conselho do Borough de Blackburn with Darwen para que sua cidade voltasse a ter seu próprio Conselho. Em junho de 2009, finalmente obteve sucesso, com a formação de uma nova representação local para Darwen.
Existem cinco wards municipais em Darwen, dos 23 do borough de Blackburn with Darwen. São eles:
- Earcroft
- Marsh House
- Sudell
- Sunnyhurst
- Whitehall[19]

Darwen teve seu próprio circulo eleitoral para o Parlamento do Reino Unido até 1983, quando se tornou parte do atual circulo de Rossendale and Darwen. Este assento é atualmente ocupado pelo Conservador Jake Berry.

### Brasão

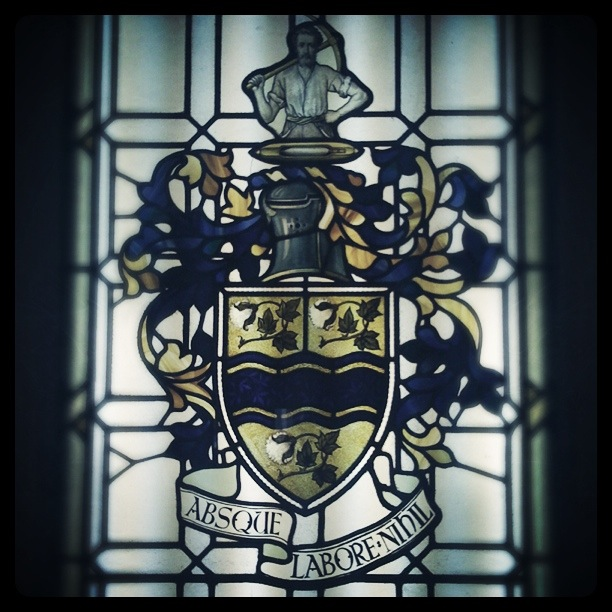
Brasão de armas de Darwen, conforme retratado em um vitral recuperado no Royal Blackburn Hospital

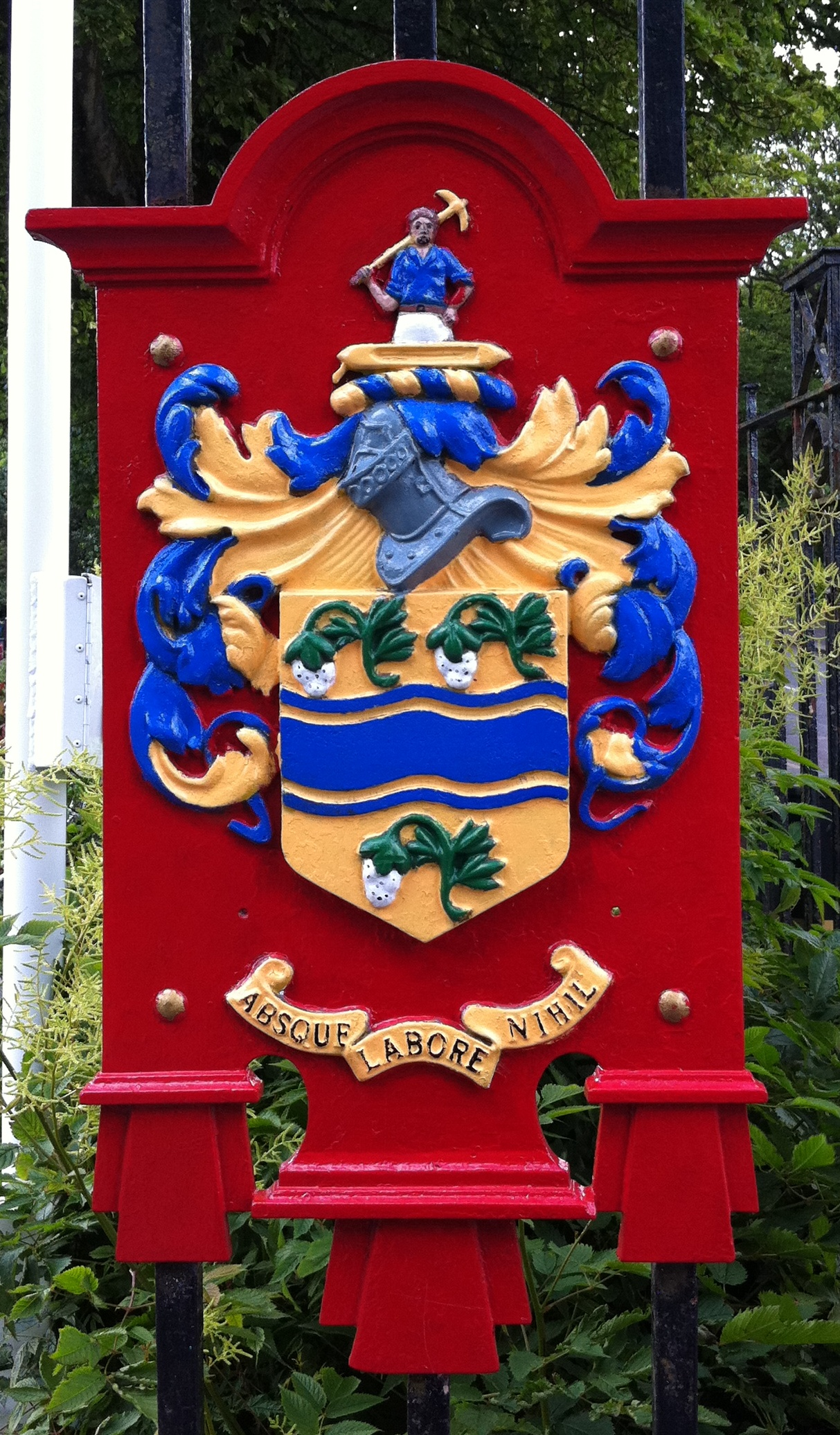
Brasão de armas de Darwen nos portões do Bold Venture Park

O brasão de armas de Darwen não deve ser confundido com aquele usado pela autoridade unitária de Blackburn with Darwen, que é, na verdade, o brasão de armas de Blackburn.
Darwen recebeu seu brasão em 7 de agosto de 1878. Ao pé do brasão está o lema da cidade em latim, Absque Labore Nihil, que se traduz como "Nada sem trabalho". No escudo estão representados três casulos de algodão e o rio Darwen, que atravessa a cidade. O algodão representa a indústria que foi a base na qual a região cresceu e prosperou durante a Revolução Industrial, sendo que os três casulos significam as três áreas principais de Darwen - Over Darwen, Lower Darwen e Hoddlesden. No elmo está um capacete barrado que representa a nobreza e, acima deste, o virol nas cores da cidade, azul e dourado. No topo está um homem segurando uma picareta, que remete ao lema da cidade e também à mineração, que estava presente a leste de Darwen naquela época.

## Geografia

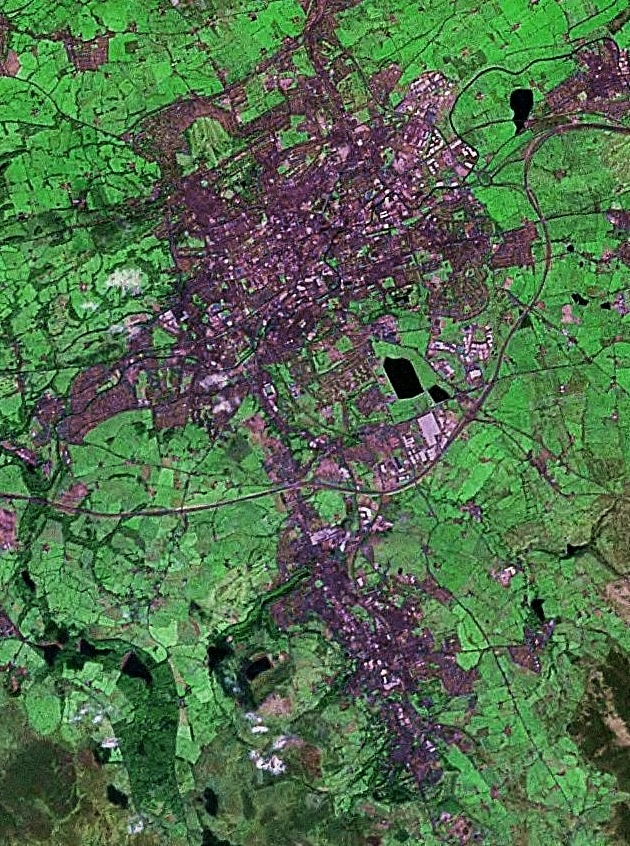
Imagem de Blackburn (norte) e Darwen (sul) capturada pelo satélite Landsat 7, da NASA

### Localização
Darwen é uma cidade Lancastriana por excelência, no centro do condado. Localizada em meio ao West Pennine Moors, uma área dos Peninos, ela está em um vale com o rio Darwen fluindo em sua base. O rio atravessa a cidade de sul para norte, juntando-se posteriormente ao rio Ribble, um dos maiores cursos de água do noroeste da Inglaterra. A estrada A666 segue o vale através do centro da cidade como parte de sua rota de Ribble Valley, ao norte de Blackburn, até Bolton e a fronteira entre Pendlebury e Irlams o' th' Height, em Salford.
As condições climáticas tornaram Darwen um lugar perfeito para a tecelagem de algodão e, como resultado, ela se tornou uma das maiores produtoras de Lancashire. No entanto, o Guinness Book menciona que a cidade teve uma das maiores enchentes repentinas da história do Reino Unido, em 1848. Na ocasião, 12 pessoas morreram.

## Marcos

### Darwen Jubilee Tower

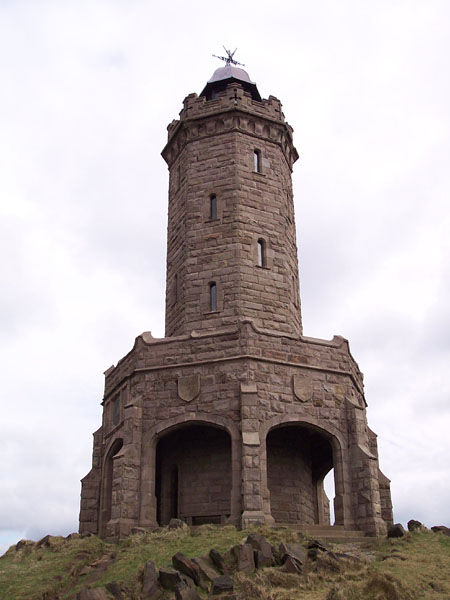
Darwen Jubilee Tower

Em 1897, o Conselho municipal se reuniu para deliberar sobre a melhor forma de celebrar o Jubileu de Diamante da Rainha Vitória. Foi apresentada a ideia de construir a Jubilee Tower, em conjunto com o acesso público às colinas. O concurso para projetar a torre foi vencido por Ralph Ellison, do departamento de engenharia do borough, e em 22 de junho de 1897 os trabalhos começaram. Em 24 de setembro de 1898 foi realizada a cerimônia de inauguração, com a presença de mais de 3000 pessoas, incluindo diversas autoridades.
O local, que está aberto ao público, tem vista para a cidade e fica a 26 m de altura, em uma altitude de 374m (1.227 pés). Uma escada em espiral leva ao topo de onde, em um dia claro, a Torre de Blackpool, a Ilha de Man, North Wales e a Península de Furness podem ser vistas. Em novembro de 2010, a cúpula da torre foi destruída por fortes ventos, tendo sido restaurada em janeiro de 2012.

### Darwen Library

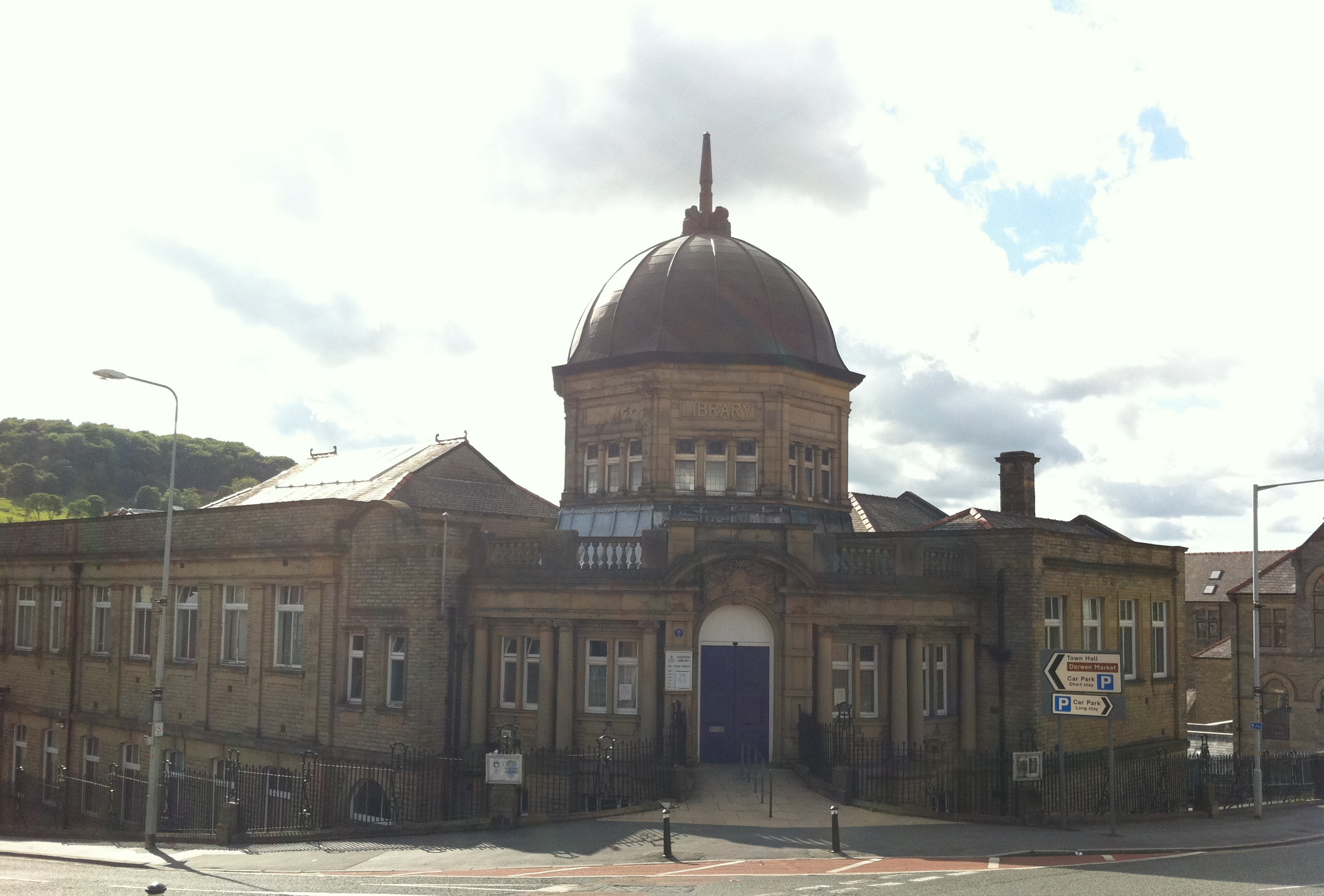
Darwen Library vista a partir da Railway Road

Originalmente situada na antiga Peel Street Baths, a biblioteca foi transferida para o novo prédio da escola técnica em 1895. Hoje a Darwen Library fica na esquina da Knott Street com School Street. Foi encomendado pelo bilionário e filantropo estadunidense Andrew Carnegie, um escocês que migrou para os EUA e fez fortuna como produtor de ferro e aço, tornando-se o homem mais rico de sua época e um dos mais ricos da história. Ele doou £8000 em resposta a um apelo por fundos feito pelo Comitê da Biblioteca. A inauguração ocorreu em 27 de maio de 1908 e contou com a presença do próprio Carnegie. A biblioteca tem servido a cidade desde então, com a sala de conferências original sendo transformada em um teatro, o Darwen Library Theatre, em junho de 1971. Em 27 de abril de 2017, a biblioteca e o teatro foram designados como edifício listado como Grau II pelo Patrimônio Histórico Inglês.

### Darwen Town Hall

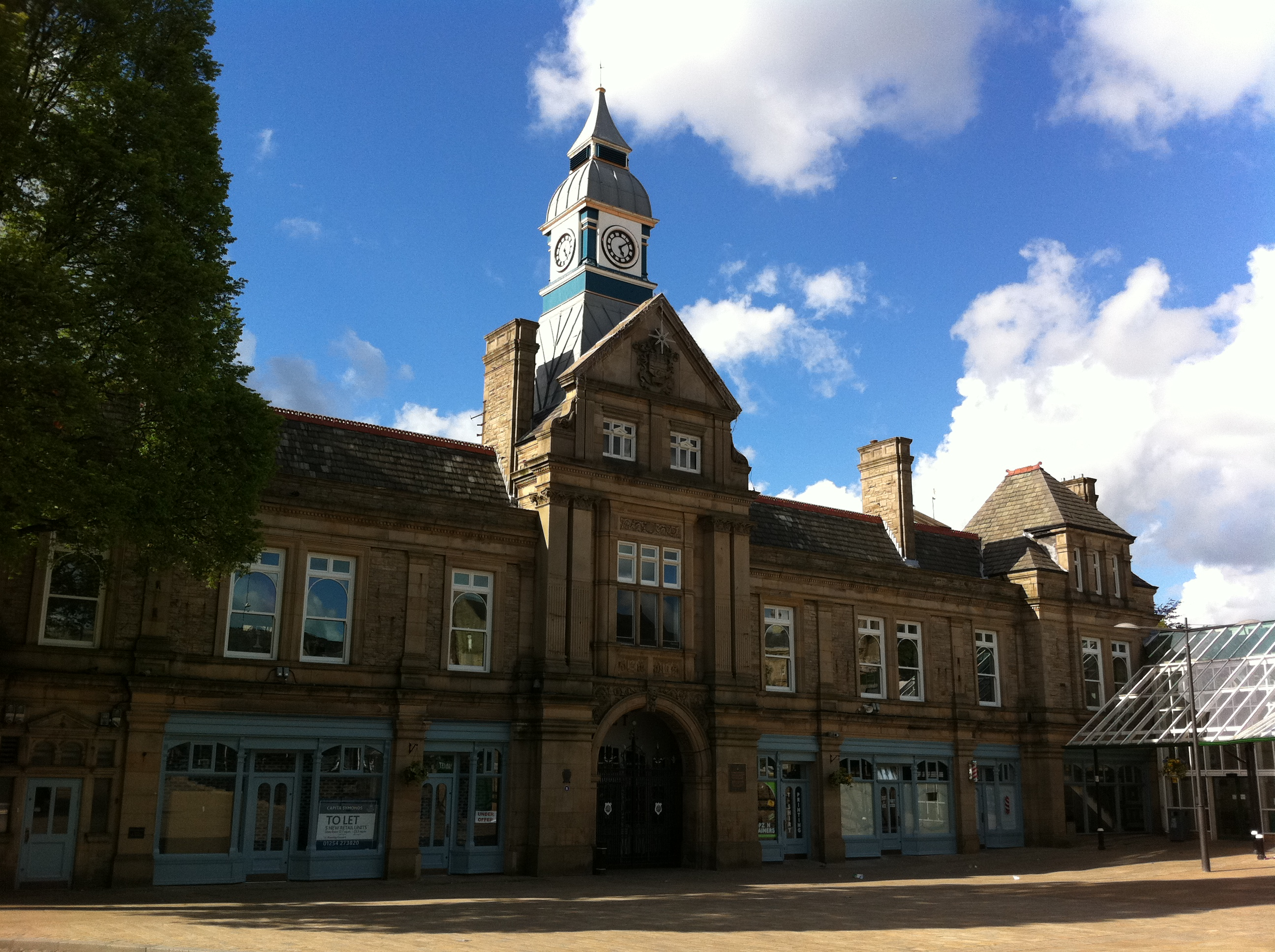
Darwen Town Hall

Darwen Town Hall, sede do governo municipal, foi inaugurada em 11 de julho de 1882, com a torre do relógio tendo sido acrescentada em 1899, quando o Dr. James Ballantyne se tornou prefeito. Embora os procedimentos do governo local tenham sido transferidos para Blackburn na década de 1970, quando da criação da autoridade unitária de Blackburn with Darwen, as câmaras do conselho permaneceram no edifício e foram usadas pelo Tribunal de Magistrados de 1983 a 1992. A prefeitura atualmente abriga escritórios do Conselho do Borough de Blackburn with Darwen, bem como a Equipe de Policiamento de Vizinhança local, e é um espaço para reuniões do Conselho Municipal de Darwen, desde que este foi restabelecido em 2009. Cinco unidades de lojas foram inauguradas no prédio em 2011.

### Parques
Darwen possui quatro parques, dos quais três estão a oeste da estrada principal que atravessa a cidade, com caminhos que levam ao campo e à Jubilee Tower. O quarto e mais novo parque da cidade é o Ashton Park, que fica no lado leste da Bolton Road, logo atrás do pub Spinners Arms.

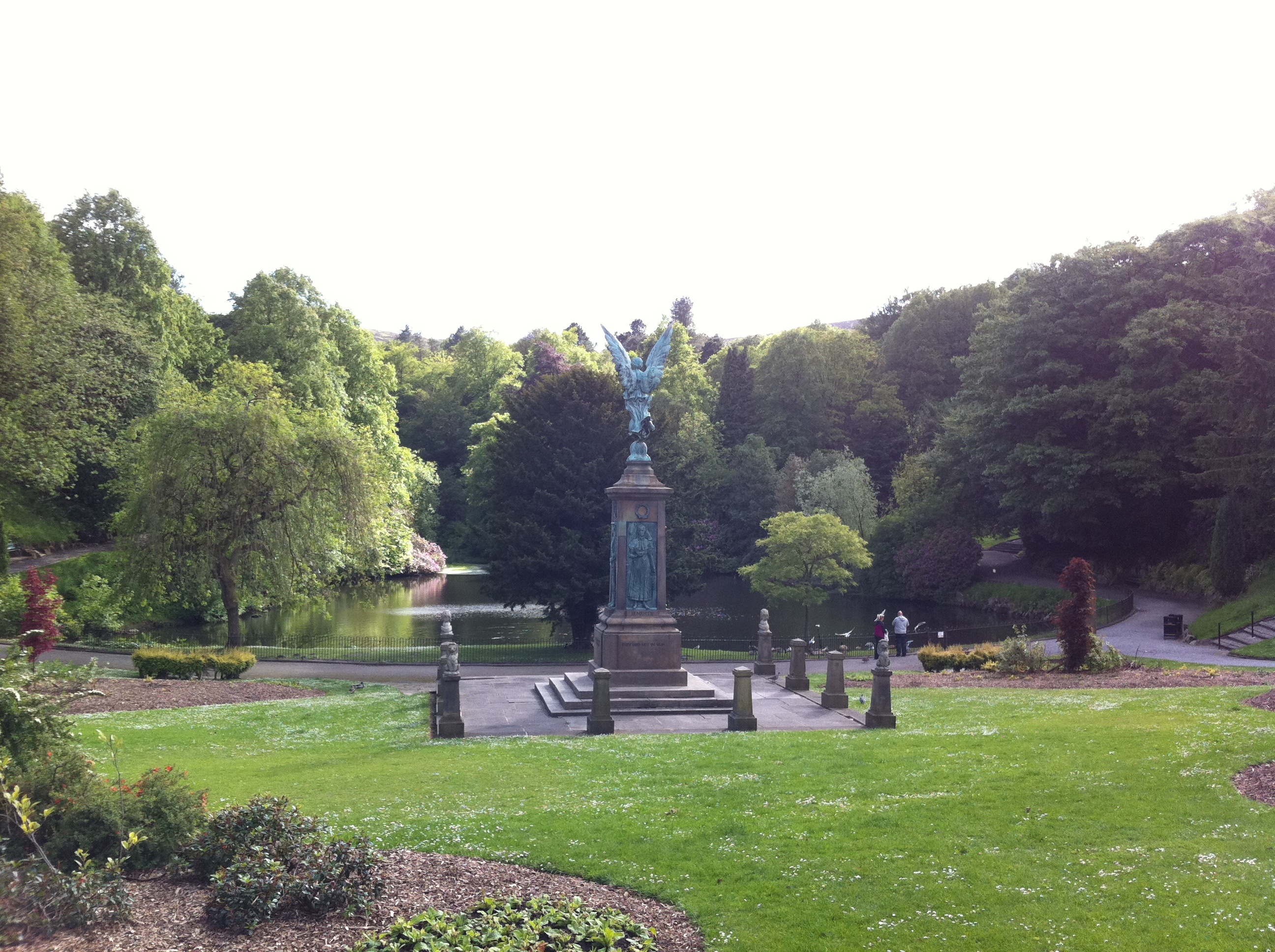
Memorial de Guerra de Darwen, no Bold Venture Park, visto da entrada principal do parque.

#### Bold Venture Park
O Bold Venture Park fica a oeste da cidade, ao pé das colinas e do caminho que leva à Jubilee Tower. O terreno onde ele se localiza foi comprado pela Darwen Corporation, do reverendo W.A. Duckworth. Foi projetado por R. W. Smith-Saville, engenheiro do borough, e inaugurado em 1889.

#### Whitehall Park
Whitehall Park é um parque de 6,5 hectares (65 mil m2) no sul da cidade. Foi inaugurado em 1879 em um terreno adquirido de John Adamson. It was opened in 1879 on land acquired from John Adamson.

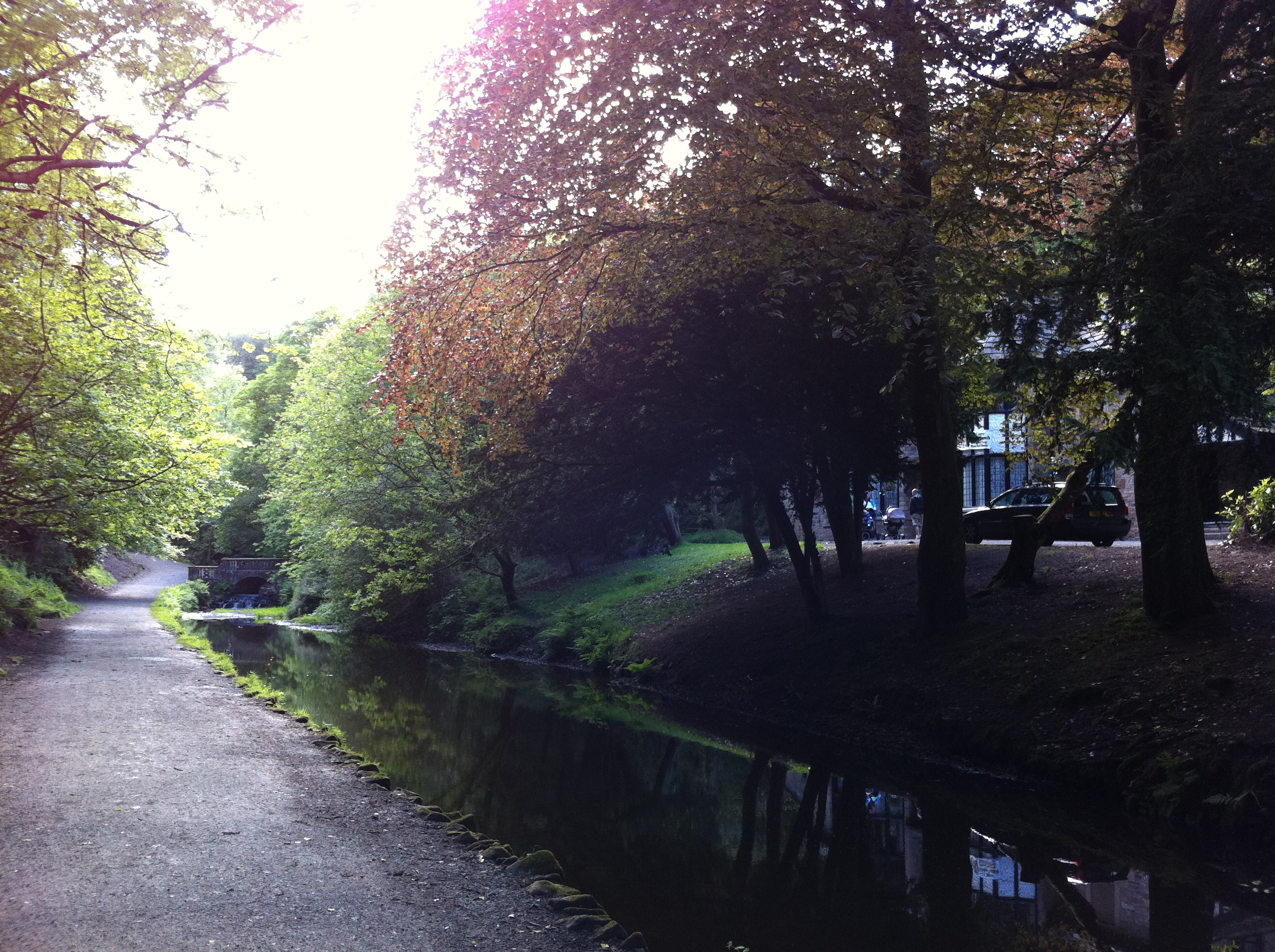
Sunnyhurst Wood

#### Sunnyhurst Wood
Sunnyhurst Wood era, originalmente, propriedade da família Brock-Hollinshead e usada para caçar veados. Posteriormente, a área foi vendida para Eccles Shorrock, da Eccles Shorrock & Company. Para comemorar a coroação de Eduardo VII, o terreno foi transformado em parque público em 2 de julho de 1903.

## Transporte

### Estradas
Darwen fica em um grande vale estendido ao longo da estrada A666. Um tráfego considerável passa pelo centro da cidade ao longo da A666, causando elevados níveis de poluição atmosférica, o que o Conselho local recentemente tentou resolver adicionando um novo traçado viário ao centro, com transporte público e melhorias nos cruzamentos para reduzir o volume de veículos e os congestionamentos. A cidade está ligada ao sistema de auto-estradas no cruzamento 4 da M65, em Earcroft, no limite norte da cidade.

### Transporte ferroviário
Darwen fica ao longo da Ribble Valley Line, operada pela concessionária Northern. A estação ferroviária de Darwen tem até dois trens por hora entre Blackburn e Rochdale (via Bolton e Manchester); um trem por hora continua além de Blackburn para Clitheroe.

### Ônibus

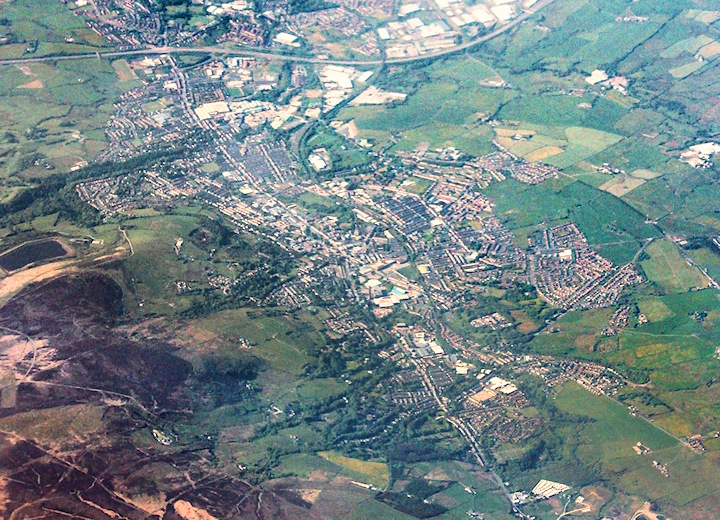
Vista aérea com a rodovia M65 visível no topo da imagem, acima de Darwen

O Darwen Circus é o terminal rodoviário de Darwen, com serviços a cada 12 minutos para Blackburn/Accrington nos dias de semana. Também há ônibus a cada 20 minutos durante a semana e de hora em hora aos domingos, para Bolton e Clitheroe, mas a linha para Bolton se encerra às 19 horas. Ambos os serviços são operados pela Blackburn Bus Company.
Em 2008, o esquema "Pennine Reach", para melhorar o transporte público entre Darwen, Blackburn e Hyndburn, foi proposto pelos Conselhos de Lancashire e Blackburn with Darwen, incluindo planos para a adição de faixas de ônibus à A666. No entanto, o projeto foi considerado controverso, com alguns residentes colocando em suas janelas placas com a frase "Diga não à Bus Lane, nós não queremos", o que levou Hyndburn a deixá-lo. Por fim, o esquema foi suspenso em 2010, quando as autoridades locais tiveram que revisar seus gastos após cortes orçamentários, antes de ser abandonado definitivamente no final do ano devido à falta de financiamento do governo.

## Cultura e comunidade
No dialeto de Lancashire, o nome Darwen é pronunciado Darren, e os habitantes locais se referem a si próprios como Darreners. Eles, geralmente, são resistentes a qualquer tentativa de submergir a identidade da cidade dentro de Blackburn. Um exemplo disso é o caso da área de serviço na junção 4 da rodovia M65, localizada dentro da Darwen, e que foi originalmente chamada de Blackburn Services. Após protestos locais, ela acabou renomeada para Blackburn with Darwen Services.
A cidade abriga o Darwen Library Theatre (como o nome indica, uma extensão da Darwen Library, a biblioteca local) e o programa de TV Hetty Wainthropp Investigates. Darwen tem algumas notas de rodapé na história do entretenimento: seu antigo teatro (hoje demolido) teve participações de Charlie Chaplin, além de aparecer no filme There was a Crooked Man, comédia de 1960 com Norman Wisdom e Alfred Marks nos papéis principais.
Os Beatles tocaram em Darwen em 25 de janeiro de 1963, no Co-operative Hall. O evento foi batizado como The Greatest Teenage Dance (em tradução livre, A melhor dança adolescente), e foi encomendado pelo Darwen Baptist Youth Club. As apresentações de abertura envolveram Electones, Mike Taylor Combo e Mustangs com Ricky Day.

### Religião
A Igreja Paroquial de Darwen é a St Peter's Church, uma grande e ativa igreja anglicana consagrada em 1829.
A Medina Mosque and Islamic Centre, única mesquita de Darwen, está localizada na Victoria Street.

### Música
Darwen tem sua própria escola de música, a Darwen School of Music (anteriormente Elite School of Music), situada em Blackburn Road. A escola tem como foco principal a música popular.
Darwen Live (anteriormente Darwen Music Live) é um festival de música gratuito de dois dias realizado todos os anos durante o segundo feriado bancário de maio. O palco principal é construído do lado de fora da prefeitura, e outros palcos musicais menores geralmente se baseiam em pubs e bares ao redor da cidade. O festival já atraiu artistas como Buzzcocks, China Crisis, Toyah Willcox e Paul Young , além de ser uma vitrine para bandas locais.
A cidade tem uma das bandas de metáis mais antigas do Reino Unido. Hoje chamada de Blackburn and Darwen Band, suas raízes remontam a 1840. Outra banda do gênero, a Darwen Brass, foi formada em 2007 e obteve muitos sucessos notáveis em várias competições. Em 2012, a Darwen Brass se classificou para o Campeonato Nacional de Banda de Metais, terminando em 5º. Em 2013 alcançou a 3ª colocação na mesma competição.

### Esportes
A cidade foi a casa do Darwen Football Club, formado em 1870, o primeiro clube de futebol do mundo a ter jogadores profissionais pagos. A equipe chegou à semifinal da FA Cup na temporada 1880-81 e disputou a Football League entre 1891 e 1899, atuando no estádio Barley Bank. O clube foi dissolvido no final da temporada 2008-09, sendo substituído quase imediatamente pelo AFC Darwen. O novo clube joga na First Division North da North West Counties Football League, e é baseado no estádio Anchor Ground.
Darwen tem uma forte tradição no críquete. O Darwen Cricket Club foi originalmente fundado no final do século XIX como Darwen Etrurians CC, jogando no Barley Bank. O clube atual foi constituído em 1911 e, desde 1920, está sediado no Birch Hall Cricket Ground. Entre seus nomes históricos, podemos citar David Wiese, Keith Semple e Scott Hookey.
A noroeste de Darwen está localizado o Darwen Golf Club. As características do campo mudaram pouco desde sua criação, em 1893. Devido à sua localização geográfica, o campo é considerado um teste de habilidade difícil para os golfistas. De seu ponto mais alto, tem vistas panorâmicas da área circundante até Blackpool.
Até o centro esportivo local ser demolido, Darwen foi a casa do torneio North West Open Karate, que recebeu muitos campeões nacionais e mundiais. O Tower Shukokai Karate Club, mais antigo clube de karate de Darwen, esteve situado no centro esportivo desde 1988 e continua ativo.

## Pessoas notáveis
- Alan Kendall (1944), guitarrista principal dos Bee Gees entre 1971-1980 e 1987-2001;
- Alex Davies (1994), jogador de críquete;
- Bryn Haworth (1948), cantor e compositor britânico de música cristã, aclamado guitarrista conhecida por seu talento na técnica chamada slide guitar, além de bandolinista;
- Charles Fletcher-Cooke (1914-2001), Membro do Parlamento (MP) por Darwen entre 1951 e 1983, foi responsávelo pelo Suicide Act 1961, que descriminalizou o ato de suicídio no Reino Unido;
- Dick Burton, ex-tecelão que tornou-se campeão do Aberto Britânico de Golfe de 1939, última edição antes do torneio ser interrompido por sete anos devido à Segunda Guerra Mundial;
- Ed Chapman, artista plástico nascido em Darwen. Filho da pintora Margaret Chapman;
- Edward Harwood (1707–1787), compositor;
- Gordon Farquhar, repórter esportivo da BBC Radio 2 e ex-aluno da Darwen Vale High School[52];
- James Watson (1936), escritor premiado;
- John Harwood, prefeito de Accrington de 1912 a 1915, criou os Accrington Pals (11.º Batalhão do Regimento de East Lancashire);
- Kimmie Taylor (1989), combatente inglesa das Unidades Curdas de Proteção às Mulheres, e a primeira mulher britânica a se juntar a uma milícia feminina na Síria;
- Margaret Chapman (1940-2000), ilustradora e pintora. Mãe do também artista plástico Ed Chapman;
- Mark Patterson (1965), futebolista que atuou por Blackburn, Preston North End, Bury, Bolton, Sheffield United, Southend United e Blackpool;
- Neil Arthur, vocalista principal do grupo Blancmange nos anos 1980[53];
- Sam Wadsworth,  futebolista que defendeu a Seleção Inglesa entre 1922 a 1926, onde foi capitão. Também atuou pelo Huddersfield Town, onde foi tricampeão nacional. O Huddersfield de Wadsworth foi o primeiro a ser campeão por três vezes consecutivas no Campeonato Inglês, um feito alcançado por apenas outros três clubes, porém nunca superado (1896-1961);
- Samuel Crompton, inventor do Spinning Mule, máquina utilizada para fiar algodão e outras fibras têxteis. Trabalhou e viveu em Low Hill House, Bury Fold Lane, em Darwen.

## Cidades irmãs
- Lamin, Gambia[54]

- Commons